# 浙江大学
浙江大学（英語：Zhejiang University），簡称浙大，是一所直属中华人民共和国教育部的综合型研究型大学，本部位于浙江省杭州市，拥有紫金港、玉泉、西溪、华家池、之江、舟山、海宁等7个校区。
浙江大学前身可追溯至1897年时任杭州知府林启所设立的浙江省第一所国人自办的新式书院——求是书院。求是书院后改称浙江高等学堂，在辛亥革命后因学制问题而停办。1927年作为国立第三中山大学由求是、浙高校友于求是书院旧址重建，后于1928年改名为国立浙江大学。1936－1949年竺可桢校长任内，浙大延揽学衡社、科学社学者而成为学术重镇。抗战爆发后西迁贵州省，被当时访问该校的英国学者李约瑟赞誉为“东方剑桥”。中华人民共和国成立后，经历院系调整，文理学院被剥离，农学院、医学院各自独立建校，之江大学工学院系被并入，成为多科性工业大学。1998年，由原浙江大学、浙江医科大学、浙江农业大学、杭州大学重新合并为一所综合性大学。
浙江大学是中华人民共和国排名前列的高校之一，是“双一流A类”和原“985工程”、原“211工程”重点建设大学，現時屬於「QS世界百強大學」、「泰晤士高等教育世界百強大學」、「美國新聞與世界報道世界百強大學」及「軟科世界百強大學」，在2024软科世界大学学术排名中位居第27名，2023年QS世界大学排名中位居第42名，在2024年泰晤士高等教育世界大学排名中位居第55名，在2024美国新闻与世界报道中位居第51名。 在浙江省各地及北京、上海、郑州、三亚等地设有研究机构。

## 历史

### 求是书院
1897年，杭州知府林启在浙江巡抚廖寿丰支持下，于普慈寺故址建立求是书院，是为浙江省高等教育之嚆矢，浙江大学之前身。求是书院是中国近代史上效法西方学制最早创办的几所新式高等学校之一，在初创时期受到同城的育英书院的影响，以育英书院的美国教师王令赓为总教席，统管书院的教学事务。1898年，求是书院又率先派遣优秀学生去日本留学，“为各省派往日本游学之首倡”。
1901-1904年，因应学制改革，先后改称求是大学堂、浙江大学堂、浙江高等学堂，采用大学预科的体例。辛亥革命后，新旧学制交替，教育部令各高等学堂停办，遂停止招生，维持至1914年最后一届学生毕业而关停。
1947年，浙江大学纪念建校20周年暨求是书院成立50周年，校友纷纷将校史追溯到1897年成立的求是书院，史地学家、浙江大学教授张其昀明确将求是书院称为浙江大学的前身。1948年，中华民国教育部教育年鉴编辑委员会编《第二次中国教育年鉴》亦以求是书院开始介绍浙江大学。

### 国立大学

#### 早期发展
1914年高等学堂关闭后，不断有重设大学之倡议，但因军阀混战始终无果而终。
1927年2月，北伐军攻占杭州，整顿浙江省教育事务。蒋梦麟、邵裴子、陈大齐、郑晓沧、何炳松、汤兆丰、马叙伦、邵元冲、陈榥等一批求是书院师生积极筹备大学的建立。时任浙江省教育厅长蒋梦麟即委派郑晓沧到求是书院旧址考察，最终第三中山大学即成立于求是书院旧址。新设立之大学以前浙江公立工业专门学校为工学院，前浙江公立农业专门学校为劳农学院，并由邵裴子于第二年组建文理学院。因试行大学区制，大学定名为第三中山大学。
1928年4月改名为浙江大学，称中华民国大学院浙江大学，7月加冠“国立”二字，称国立浙江大学。由国民政府指派时任教育部部长蒋梦麟作为校长。在当时，浙大以四月一日为校庆纪念日，盖因求是书院创设于1897年农历4月。
1929年大学区制废除，浙大行政职能由省教育厅接收。1929年，蒋因教育部工作繁重，辞去浙大校长职务，国民政府指派副校长邵裴子接任。
1931年，学校经费困难，部分学生冲撞教师，邵裴子辞任校长，由程天放继任。程天放改革校政，精简组织，争取经费，改善收支，但不久即被调任湖北省教育厅长，师生向蒋介石挽留无果。
1933年3月，郭任远接任浙大校长，在学生间实行军事化管理。1934年，在华家池购地，兴建农学馆。1935年，因军警入校逮捕抗议学生引发“驱郭风潮”，校长被学生逐出学校，蒋介石亲赴杭州走访处置事件，最终撤换郭任远。

#### 竺可桢治校

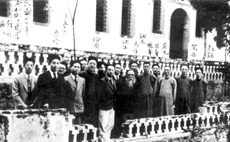
竺可桢等浙江大学老师在西迁泰和时的图书馆前留影（1938年5月）

CC系失势，政治素人、学者竺可桢被多方力荐，1936年4月赴杭州担任浙大校长。不久，因大量引入东南大学旧日同事，被诟病植党行私，但因学衡派学者和中国科学社重要成员的云集，逐步成为学术重镇。
1937年卢沟桥事变后，新生被安置于西天目山禅源寺，并引入导师制。1937年11月，浙大杭州本部迁往建德梅城，并协同浙江图书馆将文澜阁《四库全书》一同迁移。1937年底，杭州沦陷，浙大离开建德，迁往江西吉安、泰和。随着日军在1938年7月占领江西九江，浙大再度迁往广西宜山，并在1938年8月增设师范学院。1939年7月，浙大在丽水龙泉芳野曾家大屋开办分校，服务由于经济与交通问题无法前往内地升学的同学。1939年11月，随着广西南宁陷落，浙大迁往贵州遵义。在遵义期间，被访问浙大的英国皇家学会著名学者李约瑟誉为“东方剑桥”。
1945年3月，多次发表批评政府之言论的原浙大训导处主任、浙大教授费巩在前往当时位于重庆的复旦大学教学后失踪，校方多方求助无果，后被证实为军统所杀害，尸骨无存。玉泉校区建有费巩亭，以作纪念。
1945年9月，日本战败。浙大教授罗宗洛奉命前往台湾接收台北帝国大学，并邀请农学院蔡邦华院长及数学系陈建功、苏步青教授三人一同前往。
1945年10月，龙泉分校师生率先启程回杭，11月在杭复课。遵义总校则在1946年5月7日动身回杭，改遵义校址为留守处。由遵义往杭州，经贵阳、玉屏出贵州，后经停长沙领取联合国善后救济总署之难民证，得享基本食宿与免费车船搭乘之待遇。同年奉教育部之命令增设医学院。1947年7月21日，校务会议决定以地方先贤和浙大西迁地名命名修复和新建的教学楼及宿舍楼。
1947年，学生自治会主席于子三，被中统秘密逮捕，后在狱中死亡，引发学生罢课与游行示威，因入葬事宜学生、校方与政府三方僵持，引发流氓队伍入校骚乱以及学生对竺可桢中间路线的不满；直至1948年3月14日，于子三方才入葬凤凰山。于子三事件后，竺可桢因其中间路线与学生关系紧张，但也不愿意随国民党离开中国大陆，最终于1949年避居上海中央研究院，直至中共接管。

### 国共内战后

#### 改造重组
1949年8月，由马寅初接任浙大校长，推动教职员政治学习，创立校代表大会制度，支持浙大学生服务部开设夜校服务工农。1950年，奉教育部命令，删除校名中“国立”二字。1951年，马寅初调任北大校长，推动教职员政治学习，后演变为思想改造和三反五反运动，波及浙大，苏步青、蔡邦华、谈家桢、王国松、邵均、路嘉冰、李寿恒等浙大教师遭受冲击。
1950年代初期，经历院系调整：仿效苏联模式，浙大只保留工学院电机、化工、土木、机械四系，之江大学相关工科专业并入浙大；农学院独立建校，称浙江农学院；医学院与浙江省立医学院合并，组建浙江医学院；以浙大与之江大学的中国文学、外国文学、教育学三系，加浙江师范专科学校，接收之江大学校产，成立浙江师范学院；部分理学院师资抽调往中国科学院；
1954年，浙大动身迁校，选址于杭州市第一公墓。1956年迁入称玉泉校区。大学路校区则转给省中医进修学校使用，求是书院原中西合璧建筑群均被拆除，仅存普慈寺大殿。1957年，在刘丹书记推动下，浙大重新筹建理科系。1958年，浙江师范学院改建为综合性杭州大学，由之江迁往松木场校址。同年，杭州工学院撤销，并归浙大，其校区作为文二街二分部进行新生教育。
1963年，浙江大学被添列为全国重点大学。同年，浙大无线电电子系成立，从玉泉本部搬迁到六和塔浙大三分部。

#### “文化大革命”期间
文革期间，校务停顿，校内涌现了“烈火大队”“红旗联合战斗团”“红联军”“红暴会”等一批红卫兵组织。
1966年6月，浙大主持校务的党委副书记刘丹被《浙江日报》《人民日报》公开点名批评，并被撤职。8月红卫兵运动兴起后，全校各级组织已处于瘫痪半瘫痪状态，红卫兵以破四旧为名毁坏各类历史文物，引发浙大学生与中学生红卫兵对峙辩论保卫灵隐寺。浙大学生受到景区员工、附近村民以及浙江鲁迅美术学院学生以及杭州市民的普遍支持，后周恩来总理下达命令保护灵隐寺，方终止争端。10月，“烈火大队”在浙大体育场举行四万人集会，批判浙江省副省长兼浙大校长、党委书记陈伟达。
1967年，浙大学生在北京见到谭震林，对方转达毛泽东意见，要保江华，导致红卫兵队伍分裂，浙大起家的“红暴会”一派主张保江华，另一派则是以张永生为首的“省联总”则坚持要求批斗江华，认为不打倒江华则文革无法继续下去，两派长期斗争，最终于1970年通过协议共同组建革命委员会。1975年，张永生到浙大做报告时，被浙大师生围困，其“把大学办成无产阶级专政的工具”的言论被师生批判，张永生当场认错，事后住院装病装死，并电告王洪文，浙大师生不少因之被捕。

#### 改革开放
文革结束后，刘丹恢复名誉，后获得名誉校长称号，是该荣誉称号唯一持有者。文二街二分部校址文革后转给杭州电子工学院。
1977年恢复高考。1980年11月，浙大改为由教育部和浙江省共建。1995年，浙大成为首批列入国家“211工程”建设计划的重点大学之一。杭州大学、浙江农业大学、浙江医科大学亦成为浙江省属重点大学。20世纪九十年代，中国大陆兴起高校合并浪潮；杭州大学、浙江农业大学、浙江医科大学与老浙江大学于1998年9月15日完成四校合并，组建为新的综合性的浙江大学。
1999年由浙江大学与杭州市人民政府合作办学的民办独立学院浙江大学城市学院建立。2001年，浙大在紫金港修建新校区，2002年落成后成为主校区。2005年，湖滨校区以24.6亿元价格转让给香港嘉里集团，创下杭州地价记录；2007年，西湖第一高楼——湖滨校区教学主楼被爆破拆除。2011年，紫金港校区西区动工，2019年投入运营。2012年，舟山校区动工，并于2015年投入运营，为海洋学院之专门校区。2014年，海宁校区动工，并于2016年投入运营，内设浙江大学-爱丁堡大学联合学院、浙江大学伊利诺伊大学厄巴纳香槟校区联合学院等联合办学机构。2018年，浙大和宁波市政府签约，以浙大宁波理工学院现有校园建设宁波校区。2020年，浙江大学城市学院转设为浙大城市学院，系杭州市属公办本科层次普通高校。

## 传统
1938年，时任国立浙江大学校长的竺可桢主持校务会议，提出以“求是”二字为国立浙江大学校训，并邀著名国学大师马一浮为校歌作词。

### 校歌
校歌《浙江大学校歌》原名《大不自多》，由国学家马一浮先生作词，国立中央音乐学院应尚能教授作曲。该校歌自定以来多有异议，集中于文言歌词且用典颇多，于学生理解不便。校长竺可桢认为歌词虽文理艰深，而其意甚深，故而沿用至今。

### 校训
- 校训“求是创新”。

求是

起源：1938年，校长竺可桢主持校务会议正式确定“求是”为浙大校训。“求是”二字，取于王阳明“君子之学，唯求其是”一句，是本校前身“求是书院”传承至今的大学精神。且“求是”暗合英文“Truth”一词，意同“真理”，是为大学求学之目的，以为校训甚为恰当。由此，校长竺可桢定“求是”为校训，期许浙江大学学子可承续校风，并不忘为学之目的。
变迁：1988年，有感于当下社会将「求是」往往片面理解为「求实」，校长路甬祥在原校训“求是”二字后增补强调“创新”，以为新时期浙江大学校训。

### 校名
现用校名为毛泽东寄浙江大学教授信封上的地址放大而成。

## 校区

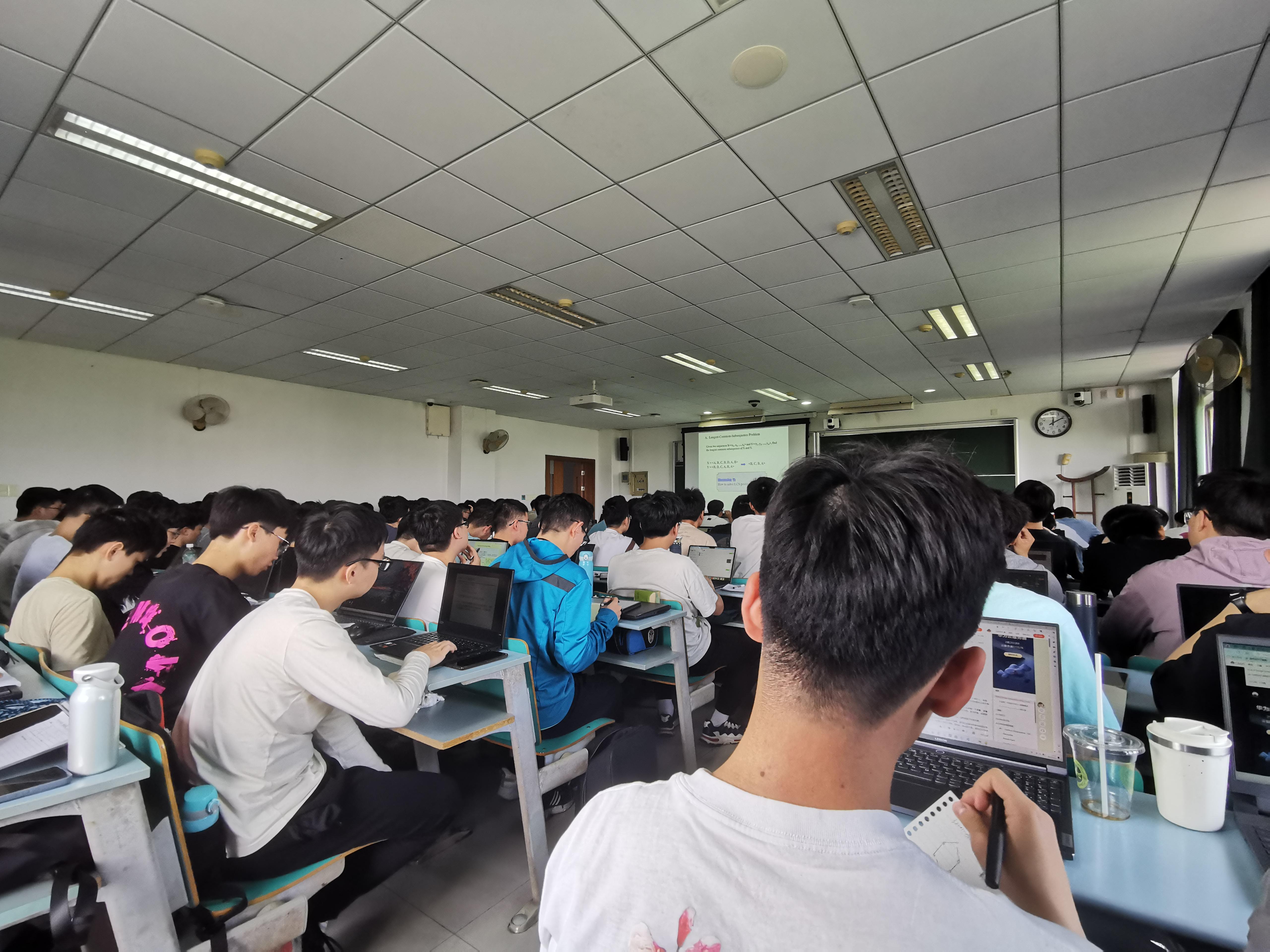
紫金港校区西教学楼教室

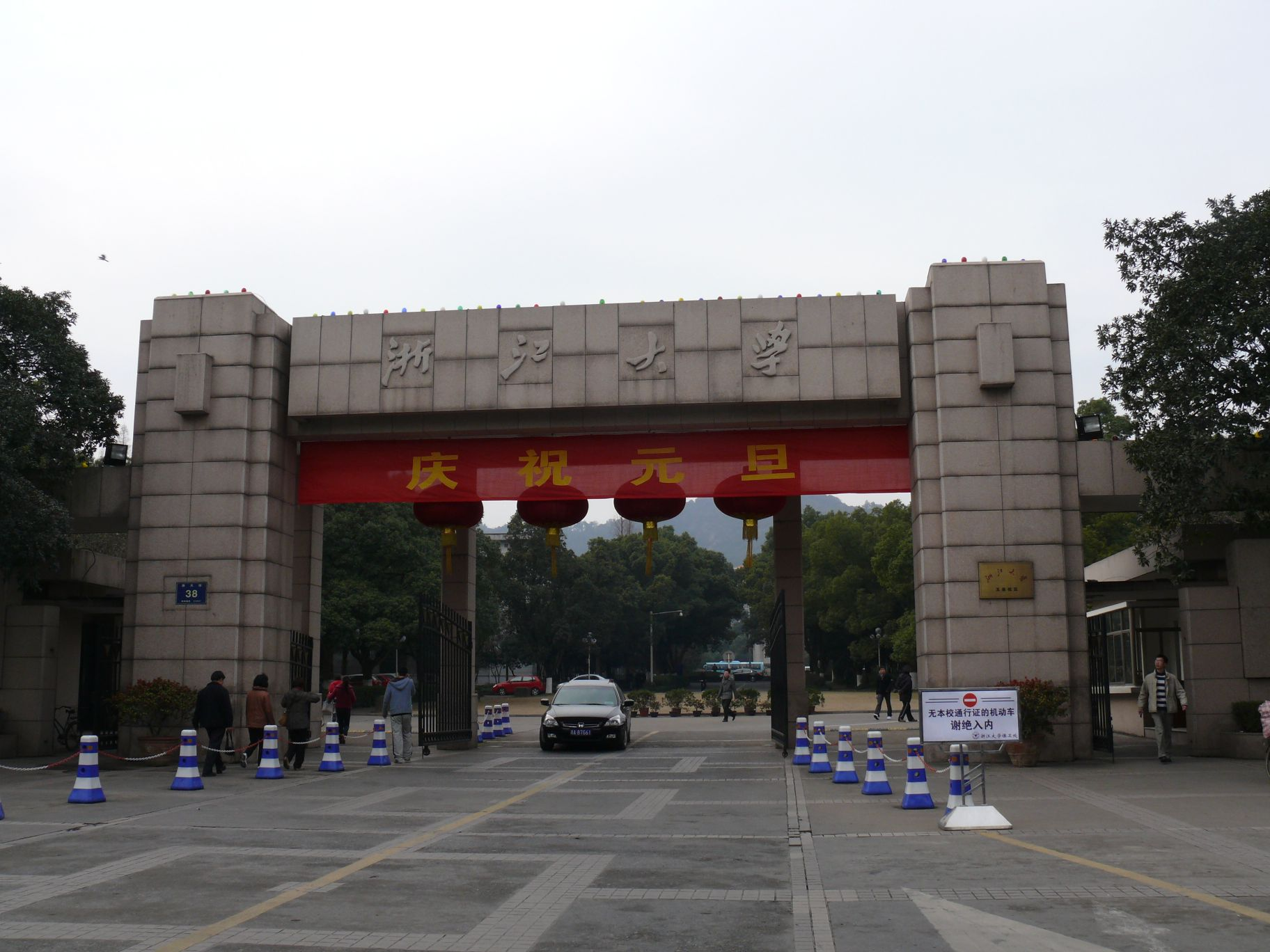
玉泉校区主门（东门）

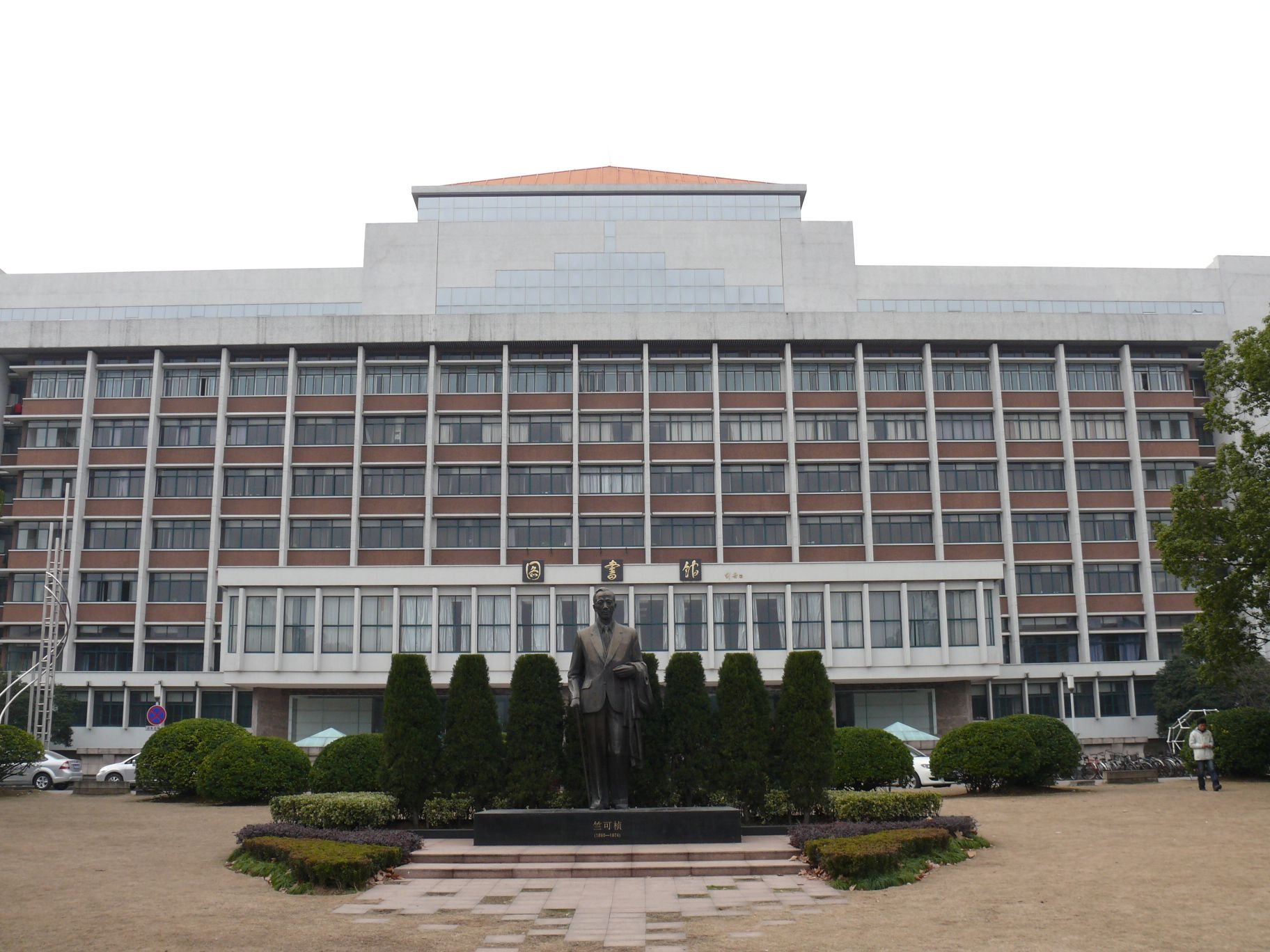
玉泉校区图书馆

现有玉泉、西溪、华家池、之江、紫金港、舟山、海宁、宁波等校区，在浙江省各地及北京、上海、郑州、三亚等地设有研究机构。

### 紫金港校区
浙大主校区、新校区和最大校区，位于杭州市西湖区余杭塘路866号，于2001年9月开工兴建，2002年10月启用东校区，面积3200亩。
二期西校区工程2700余亩，规划总建筑面积约120余万平方公尺，于2011年5月开工建设，并于2017年完工。2007年4月20日，浙江大学校部机关由玉泉校区迁往紫金港，紫金港校区正式取代玉泉成为浙大的主校区。
目前，入校新生往往分入求是学院，统一居住于紫金港校区。尚有不少学院高年级学生亦居住于此。紫金港校区学生住宿区共分七个学园，自东向西、自北向南分别名为“白沙”、“翠柏”、“青溪”、“丹阳”、“蓝田”、“紫云”、“碧峰”。因管理需要，青溪学园与丹阳学园已合并为丹阳青溪学园，简称丹青学园；紫云学园与碧峰学园已合并为紫云碧峰学园，简称云峰学园。

### 玉泉校区
浙江大学老校区，位于杭州市西湖区浙大路38号，在1998年四校合并之前，为老浙江大学主校区。四校合并后仍然习惯于口头被称为“老浙大”。
进入大学正门，首先将面对两条宽阔的林荫道与之间的大草坪。林荫道一直延伸到背靠老和山的浙江大学图书馆本馆大楼前。林荫道的两侧是校区内的主要教学楼。校园内最大的塑像是毛泽东塑像，位于上述两条林荫道之间，距离正校门约200米。毛泽东塑像右手呈挥手状，目视远方，前有水泥平台，是大学生举行英语角和宣传活动的中心场所。位于毛泽东塑像后方，距离400米左右的图书馆前，立有浙江大学前校长、著名教育家竺可桢铜像。塑像人物一手撑手杖，一手挽着外套，神情自然地注视着校园。

### 西溪校区
位于杭州市西湖区天目山路148号，因校区东面是西溪河，所以定名为西溪校区，为原杭州大学校址。杭州大学前身最早是创建于1897年的求是书院和育英书院，后来求是书院于1928演变为国立浙江大学，育英书院于1914年沿革为私立之江大学。1952年全国高等学校院系调整， 浙江大学文学院和理学院的一部分、之江大学文理学院与解放后创办的浙江师范专科学校、俄文专科学校合并，成为浙江师范学院。1958年该院又与新建的杭州大学合并，定名杭州大学。5月3日为校庆日。四校合并之后改为浙江大学西溪校区。校区占地总面积684亩，人文学院、传媒与国际文化学院、教育学院等3个学院所在地，分为南园和北园，环境优雅。

### 华家池校区
位于杭州市江干区（现属上城区）凯旋路268号，原为浙江农业大学，位于旧杭州火车东站和原汽车东站附近，为国立浙江大学华家池校区原址，是今浙江大学历史最久的校区。校园自然环境优越，原为农业等学科研究所所在地，由于农学院整体搬迁到紫金港校区，所以该校区现为农耕文化展示区以及口腔医学中心、继续教育学院（远程教育学院教学基地和全国干部培训基地）。

### 之江校区
位于杭州市西湖区之江路51号，该校区1952年前为之江大学校址。之江大学为一所教会学校，于1952年後被解散，部分院系并入浙江大学，成为浙江大学“三分部”，之江校区亦划归浙江大学管理。校区坐落于杭州钱塘江畔，六和塔边，占地650亩 。2001年以前为浙江大学本科基础部，大部分工科大一新生在此学习，之江校区容纳学生近3000人。2002年以后由于新校区紫金港校区的投入使用，之江校区成为沃森基因组科学研究院和浙大成人教育学院所在地。2007年9月8日上午，光华法学院在之江校区举行迁址仪式，整体迁入之江校区。之江校区亦成为光华法学院驻地。

### 舟山校区
舟山校区位于浙江省舟山市定海区临城新区惠民桥区块，项目一期工程总建筑面积19万平方米，其中地上建筑达16.8万平方米，地下建筑面积2.4万平方米。校区主要建筑有体育中心、图书馆、国际交流中心、海洋科学实验室与综合办公楼等，还有操纵性水池、消声水池、港航大厅、基础实验室平台等总计约5万方实验室面积，二期将建设400米长的高速拖曳水池。2015年9月舟山校区建成，浙江大学海洋学院搬入该校区。

### 国际校区（国际联合学院）
浙江大学于2013年2月启动筹建浙江大学国际联合学院（海宁国际校区），并于2015年10月正式获得教育部的批准。位于浙江嘉兴海宁市区的浙江大学海宁国际校区已于2014年6月30号开工建设。校区占地1200亩，总建筑面积约40万平方米。
该校区为浙大与海外多所著名大学国际化联合办学的基地，将设立若干个中外合作办学机构、交叉研究中心和成果转化机构，与世界一流大学开展教育、科研和成果转化的合作。目前，浙江大学-帝国理工学院应用数据科学联合实验室、中国学中心、浙江大学爱丁堡大学联合学院和浙江大学伊利诺伊大学厄巴纳香槟校区联合学院已正式成立，国际校区于2016年9月正式开学。

### 温州研究院
浙江大学温州研究院成立于2019年7月11日，是一个依托浙江大学深厚科研实力，协同广泛产业资源，通过多学科合作、产学研联动的方式与国内顶级科研机构、一流医院、知名企业打造的中国首个第三方人工智能医疗器械检测平台。中心竭诚致力于协助国家相关监管审评机构共同构建国内人工智能医疗器械审评体系。
- 生仪学院（玉泉校区）
- 之江校园之江校园
- 紫金港校区行政大楼紫金港校区行政大楼
- 医学院大楼（紫金港校区）医学院大楼（紫金港校区）
- 教学楼（紫金港校区）教学楼（紫金港校区）
- 舟山校区

### 已废止的校区
位於杭州市延安路353號，廢止於2006年8月，2007年1月6日实施爆破。2005年7月，香港嘉里集团以24.6亿人民币取得浙江湖滨校区原址土地使用权，开发高品质的商业中心，取名杭州嘉里中心，2016年落成开业。

## 學術
浙江大学是一所综合型、研究型大学，其学科涵盖哲学、经济学、法学、教育学、文学、历史学、艺术学、理学、工学、农学、医学、管理学等十二个门类。学校设有7个学部、36个专业学院（系）、1个工程师学院、2个中外合作办学学院、8家附属医院。拥有一级学科国家重点学科14个，二级学科国家重点学科21个。在「双一流」建设名单中，学校入选一流大学建设高校（A类），18个学科入选一流建设学科，居全国高校第三。
浙江大学校友两院院士有200余人。2017届毕业生初次就业率达到97.22%，本科毕业生海内外深造率达到61.97%。近年来，学校发明专利授权数、权威学术期刊论文发表数、科研总经费等主要科研指标保持全国高校领先地位，在科学技术和人文社科领域取得丰硕成果。「十二五」以来，学校作为牵头单位获得国家科技进步特等奖1项、一等奖6项、二等奖37项；《中国历代绘画大系》、《中华礼藏》、敦煌学等文化传承创新成果在海内外产生广泛影响。
截至2017年底，浙江大学现有全日制在校学生53673人（其中：本科生24878人，硕士研究生18048人，博士研究生10747人），在校留学生（含非学历留学生）6843人（其中：攻读学位的留学生4116人）。

## 历任校长

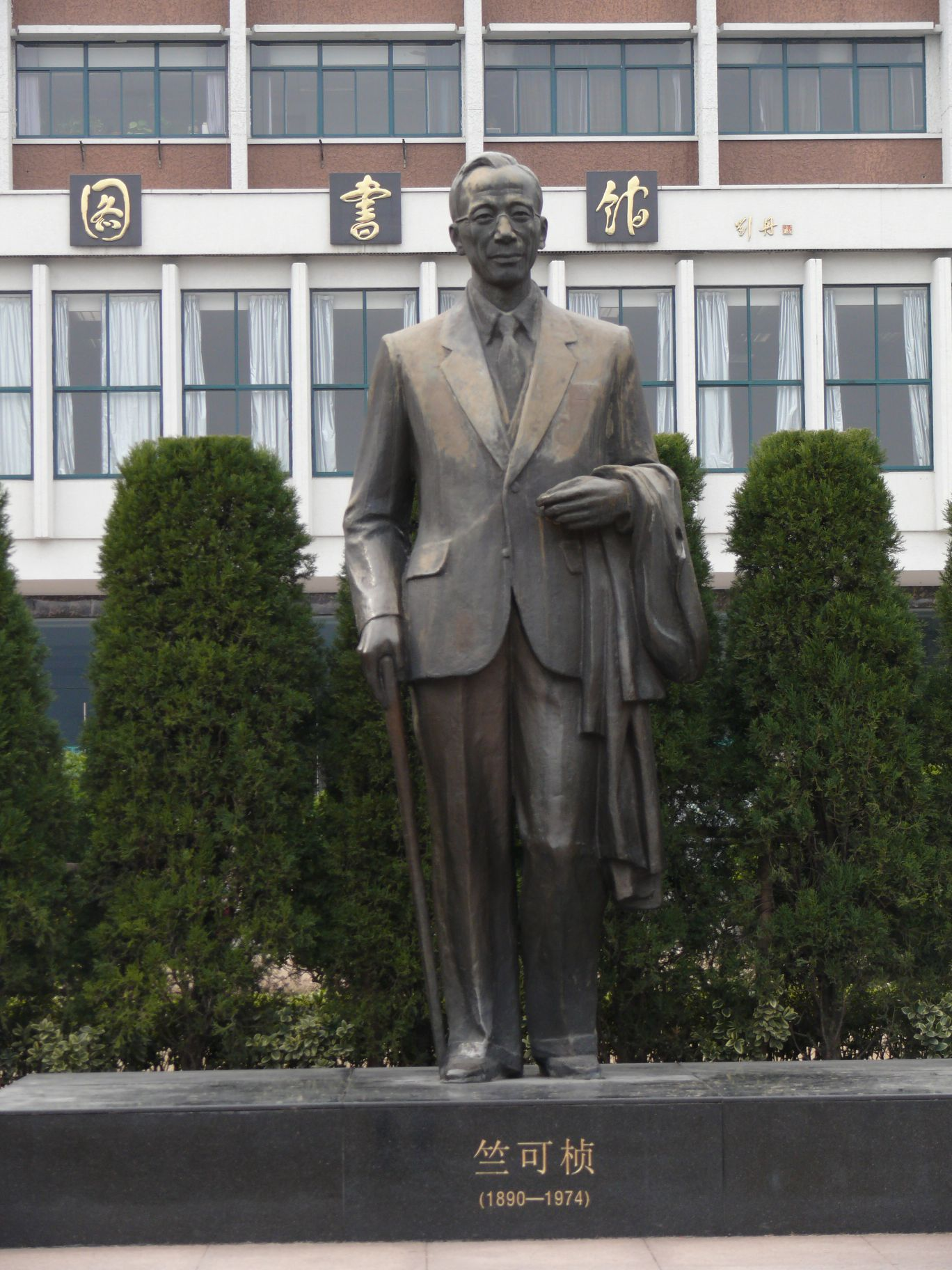
位于玉泉校区的竺可桢铜像

### 求是书院至浙江高等学校时期
1. 林　启：1897年5月－1900年5月
2. 陆懋勋：1900年－1901年9月
3. 劳乃宣：1901年－1903年6月
4. 陶葆廉：1903年7月－1904年
5. 陆懋勋：1904年－1905年
6. 项藻馨：1905年－1906年7月
7. 吴震春：1906年－1910年
8. 孙智敏：1910年－1912年
9. 邵裴子：1912年－1912年6月
10. 陈大齐：1912年7月－1913年
11. 胡壮猷：1913年－1914年

### 国立第三中山大学至国立浙江大学时期
1. 蒋梦麟：1927年7月－1930年7月
2. 邵裴子：1930年7月－1931年3月
3. 程天放：1932年3月－1933年3月
4. 郭任远：1933年3月－1936年4月
5. 竺可桢：1936年4月－1949年5月

### 浙江大学时期[46]
1. 马寅初：1949年8月－1951年5月
2. 沙文汉：1952年10月－1953年1月
3. 霍士廉：1953年4月－1958年4月
4. 周荣鑫：1958年4月－1962年3月
5. 陈伟达：1962年5月－1968年4月
6. 钱三强：1979年12月－1982年6月
7. 刘　丹：1982年6月－1989年9月（名誉校长）
8. 杨士林：1982年6月－1984年2月
9. 韩祯祥：1984年2月－1988年1月
10. 路甬祥：1988年1月－1995年4月
11. 潘云鹤：1995年9月－2006年7月
12. 杨　卫：2006年7月－2013年2月
13. 林建华：2013年6月－2015年2月
14. 吴朝晖：2015年3月－2022年12月
15. 杜江峰：2022年12月－2025年2月
16. 马琰铭：2025年3月

## 学部、学院（系）
浙江大学拥有学科门类齐全的大学专业设置。现有7个学部，下设34个学院、6个院级学系，以及1个教学科研部，共有123个本科专业。

## 国家重点学科
拥有14个一级学科国家重点学科，21个二级学科国家重点学科。重点学科数量在全国高校中排行第六位，主要分布在理、工、农、医领域。在“双一流”建设名单中，浙大有18个学科入选一流建设学科，居全国高校第三。
一级学科国家重点学科有：管理科学与工程、数学、化学、机械工程、材料科学与工程、动力工程及工程热物理、电气工程、土木工程、光学工程、控制科学与工程、生物医学工程、农业资源利用、园艺学、植物保护学。
二级学科国家重点学科有：宪法学与行政法学、教育史、应用心理学、中国古典文献学、理论物理、凝聚态物理、植物学、生物物理学、生态学、固体力学、通信与信息系统、计算机应用技术、化学工程、农业机械化工程、环境工程、作物遗传育种、特种经济动物饲养、内科学（传染病）、儿科学、外科学（普外）、肿瘤学。
有硕士学位授权点343个，硕士专业学位授权点25个。一级学科博士点58个，二级学科博士点298个。博士后科研流动站52个。

## 科研机构
拥有10个国家重点实验室，1个国家工程实验室（生物饲料安全与污染防控），4个国家专业实验室，9个教育部重点实验室。此外，还有6个国家工程（技术）研究中心、3个普通高等学校人文社科重点研究基地，以及中国西部发展研究院、工业技术研究院、加州国际纳米技术研究院、中国农村发展研究院、台州研究院、数学科学研究中心、求是高等研究院、国际创新研究院、国际电磁科学院分院、沃森基因组科学研究院、生命科学研究院、水环境研究院和可持续能源研究院共计13所独立研究院。
| - 硅材料 - 化学工程 - 计算机辅助设计与图形学 - 流体动力与机电系统 - 现代光学仪器 - 工业控制技术 - 植物生理学与生物化学 - 水稻生物学 - 能源清洁利用 - 传染病诊治 | - 二次资源化工 - 生物传感器技术 - 电力电子技术 - 工业心理学 | - 生物医学工程 - 濒危动植物保护生物学 - 动物分子营养学 - 污染环境修复与生态健康 - 视觉感知 - 高分子合成与功能构造 - 软弱土与环境土工 - 恶性肿瘤预警与干预 - 生殖遗传 |

## 校友
浙江大學教师中有中国科学院院士21人、中国工程院院士20人、文科资深教授9人、国家“千人计划”入选者（含青年项目）237人、教育部“长江学者奖励计划”入选者（含青年学者）101人、国家杰出青年科学基金获得者129人。
自1977年中国恢复高考至2020年，浙江大学本科教育共培养出30名两院院士，其中原浙江大学17名，原杭州大学8名，原浙江农业大学4名，原浙江医科大学1名，院士人数位居全国高校榜首。

## 附属学校

### 高中

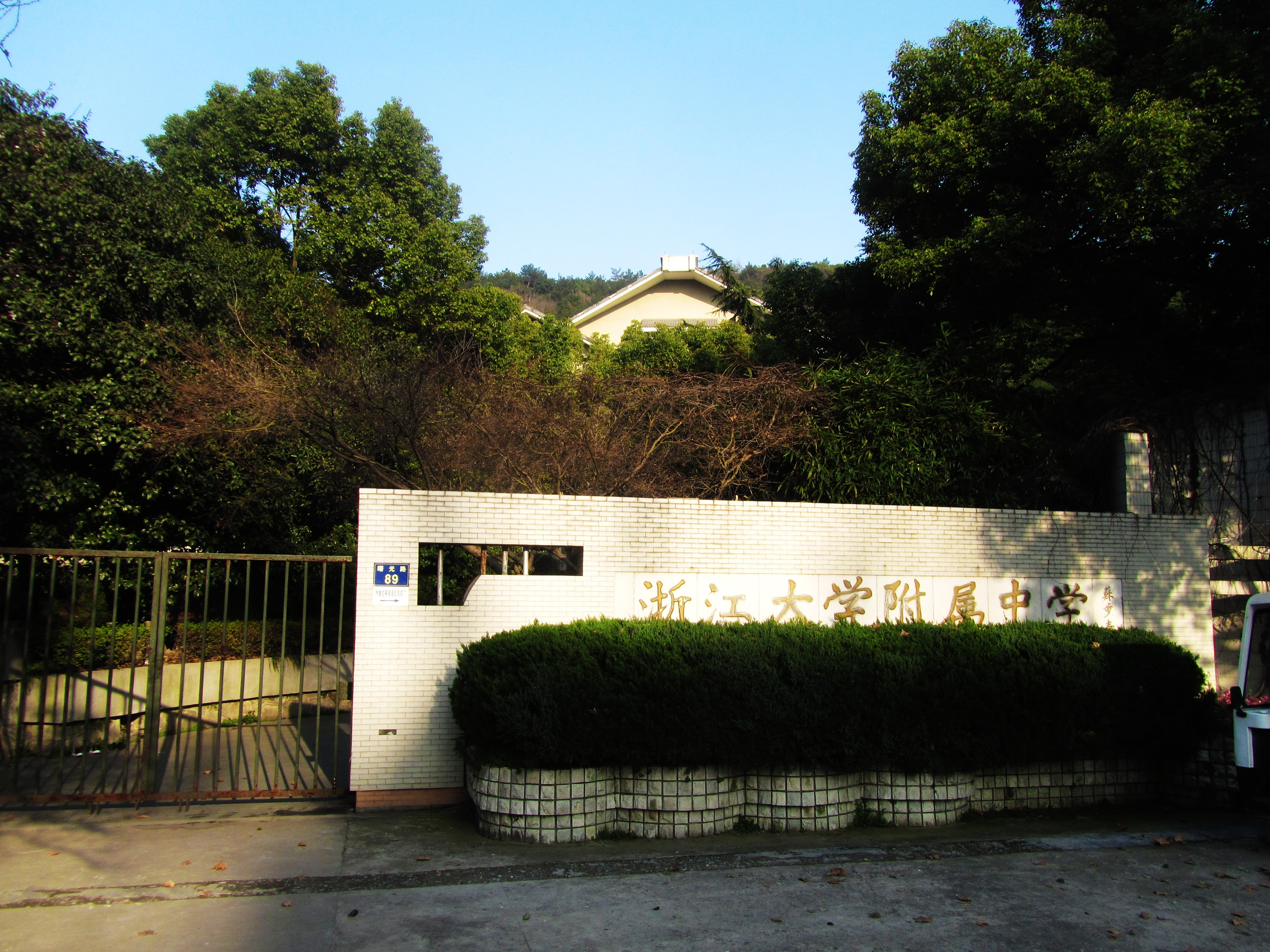
浙大附中玉泉校区

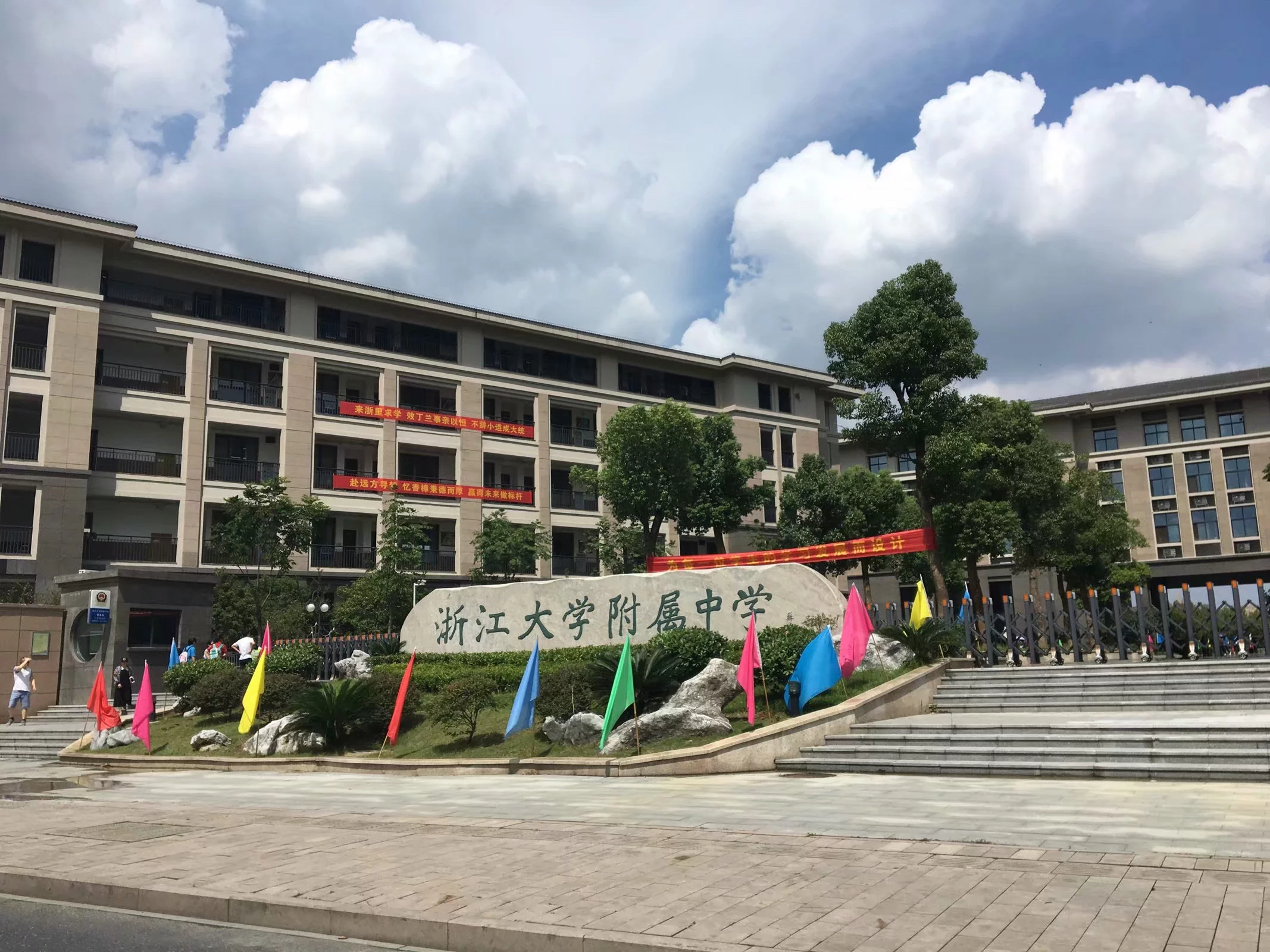
浙大附中丁兰校区

浙江大学附属中学是浙江大学所属的唯一高级中学，亦是浙江省最早的省一级重点中学之一，共有两个校区，玉泉校区校舍位于宝石山麓，栖霞岭下，与浙江大学玉泉校区分别位于浙大路两端，两校背山面街遥遥相对，为当地一景；丁兰校区坐落于皋亭山风景名胜区，山清水秀，桃矢鹭飞。
杭州第二中学是曾经的浙江大学附属中学，在1949年后改为此名，而玉泉附近新建成的学校则改名浙大附中。杭二中是杭州市高中之首，第一批省重点，每年有大量学生进入北大、清华、浙大、港大和海外名校。

### 小学
浙江大学有多所附属小学。其中，杭州市求是教育集团办有浙大附小、求是（竞舟）小学、求是（星洲）小学、求是（和家园）小学、求是（之江）二小、浙大二附小，并合作开办富阳区富春第九小学。浙江大学后勤集团办有浙大华家池子弟小学。

### 幼儿园
浙江大学后勤集团幼教服务中心办有浙大幼儿园，下属玉泉、实验、西溪、华家池四个直属分园，大华西溪、紫金港、九欣、百合花、钱江、凯旋华家池、智城七个托管园。

## 附属医院

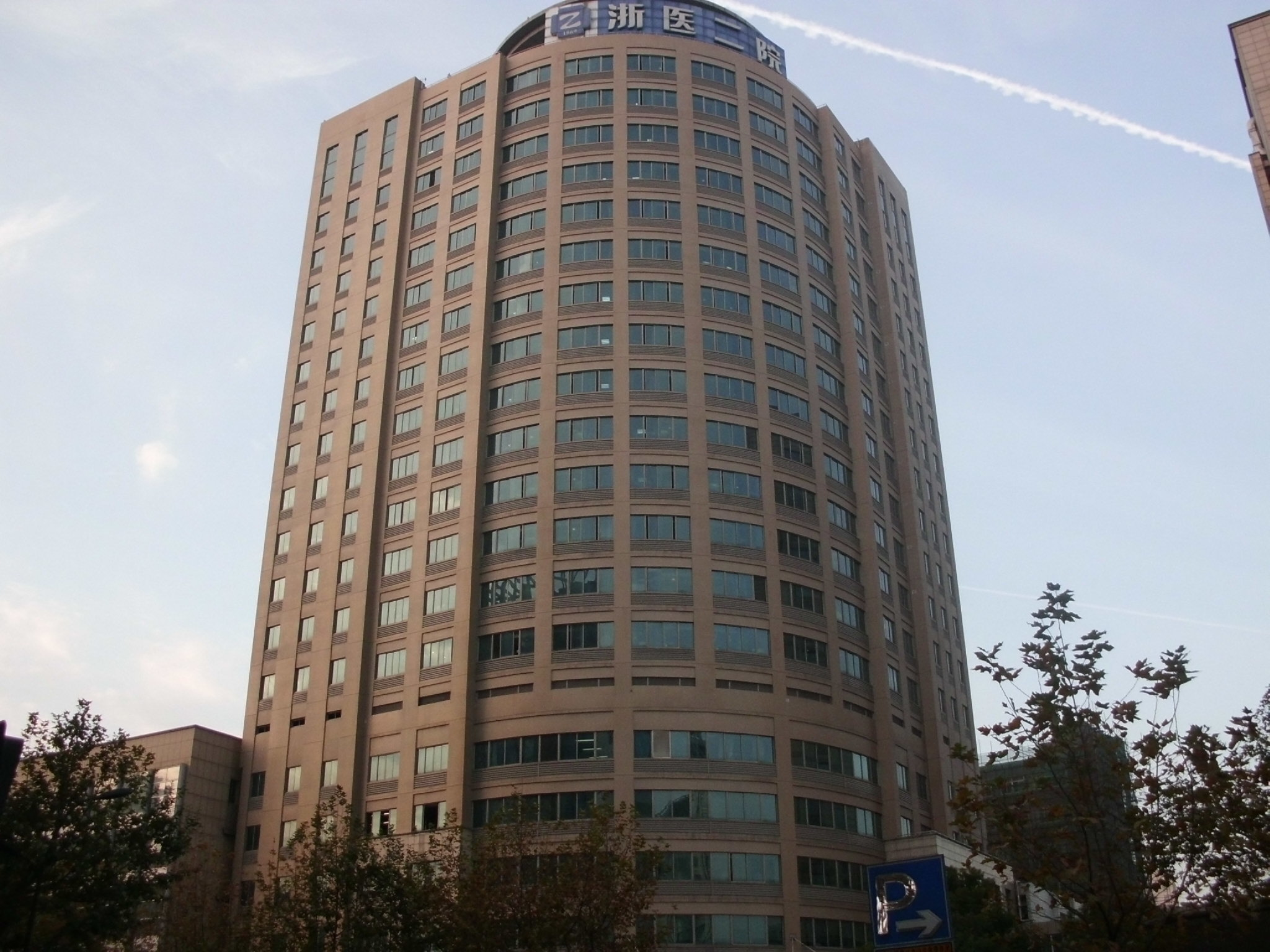
浙医二院大楼

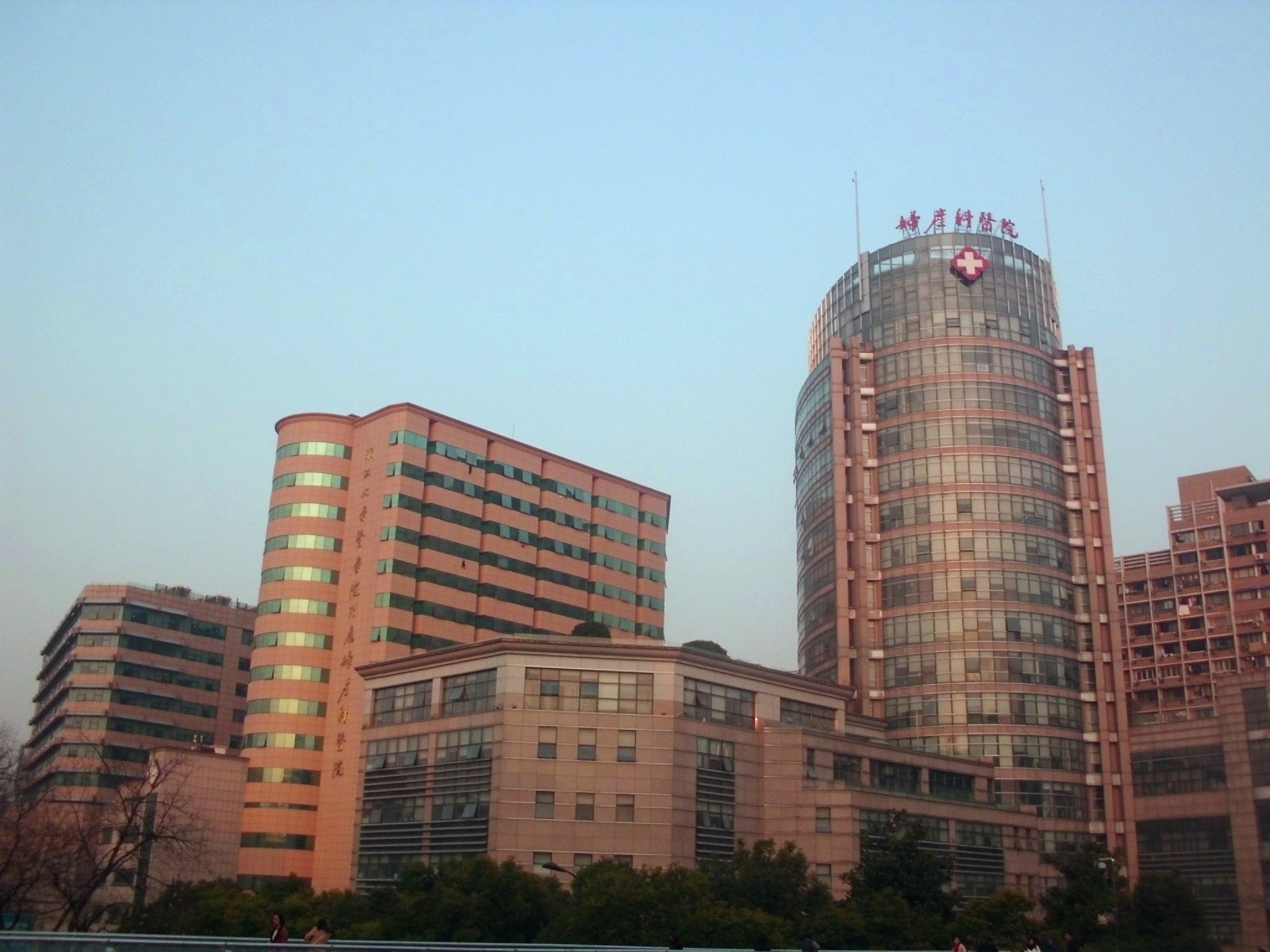
妇产科医院

浙江大学现有7家三级甲等附属医院（不包括分院区）：
- 浙江大学医学院附属第一医院（又称：浙江省第一医院）
- 浙江大学医学院附属第二医院（又称：浙江省第二医院）
- 浙江大学医学院附属邵逸夫医院（又称：浙江省邵逸夫医院）
- 浙江大学医学院附属妇产科医院（又称：浙江省妇女医院）
- 浙江大学医学院附属儿童医院 （又称：浙江省儿童医院）
- 浙江大学医学院附属口腔医院 （又称：浙江省口腔医院）
- 浙江大学医学院附属第四医院（又称：浙江省义乌医院）

## 姊妹校
- 臺灣：2所（國立政治大學、臺北醫學大學等）
- 美国：32所（康奈尔大学、戴維斯加利福尼亞大學、伊利诺大学香槟分校、普渡大学等）
- 日本：18所（东京大学、早稻田大学、大阪大学、大阪工业大学等）
- 英国：7所（利兹大学、约克大学、帝国理工学院等）
- 德国：11所（洪堡大学、慕尼黑工业大学、柏林工业大学等）
- 其他国家：47所

## 校友会
国内各省市及特别行政区、浙江省内各地市、北美 （页面存档备份，存于）、华盛顿 （页面存档备份，存于）、波士顿、纽约、旧金山、芝加哥、北卡罗莱纳 （页面存档备份，存于）、休斯顿、洛杉矶、加拿大、澳大利亚、罗马尼亚、欧洲、比利时、芬兰、荷兰、日本、马来西亚、新加坡、印尼等地均成立了浙江大学校友会或校友会筹备组。